# Amastigia magna
Amastigia magna är en mossdjursart som beskrevs av Gordon 1986. Amastigia magna ingår i släktet Amastigia och familjen Candidae. Inga underarter finns listade i Catalogue of Life.